# Kutchan
Kutchan (倶知安町 Kutchan-cho?) es un municipio situado en el distrito Abuta, Hokkaidō, Japón. Tiene una población estimada, a fines de febrero de 2022, de 14 757 habitantes.

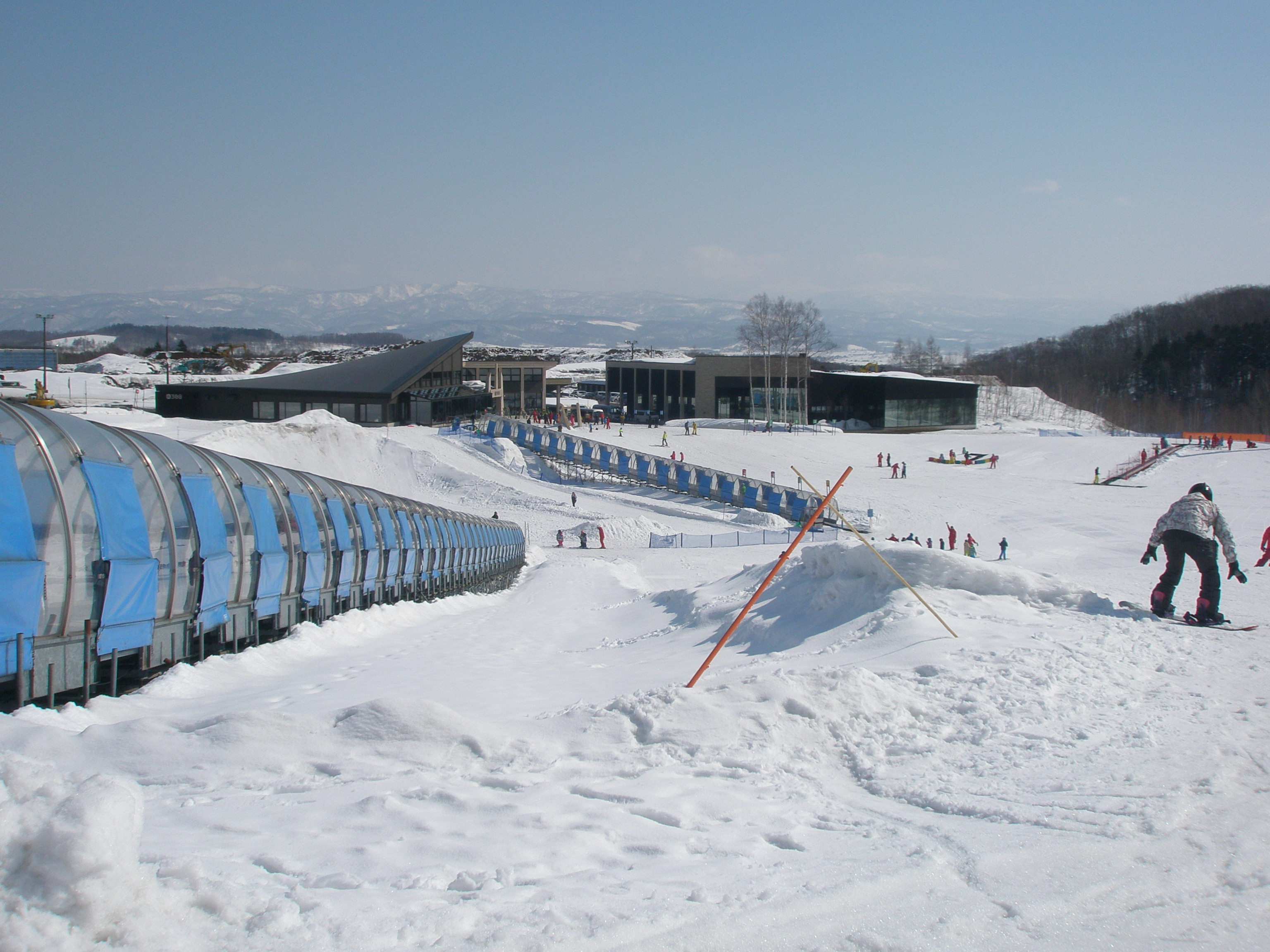
Parque infantil y alfombra mágica en Niseko Hanazono

Se encuentra un poco al norte del volcán Monte Yōtei y a 91 kilómetros al oeste de Sapporo.
Las oficinas del gobierno de la subprefectura de Shribeshi están en esta localidad. 
La industria del turismo, que aprovecha al máximo la naturaleza, es próspera, y desde la década de 2000 muchos turistas de fuera de Japón, especialmente australianos, han visitado la localidad para esquiar y otros fines.
Junto con los municipios de Niseko y Rankoshi, conforman el área turística de Niseko. 

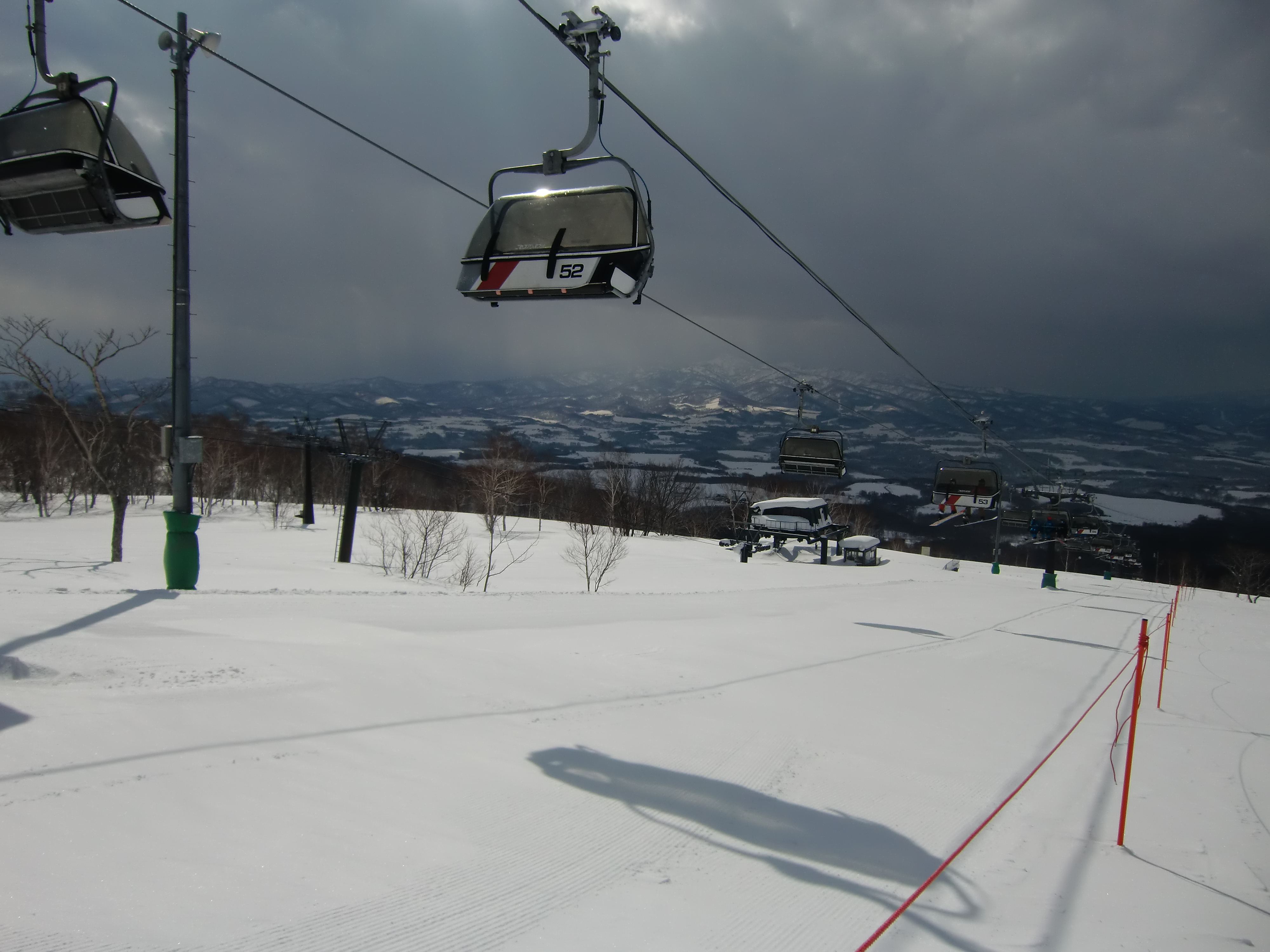
Teleférico en Niseko Annupuri

## Historia
El nombre Kutchan proviene de la lengua nativa de Hokkaido del pueblo ainu, que intenta imitar la pronunciación de la palabra ainu ku-shan-i (que se podría traducir como "el lugar donde fluye el canal"), pero algunos afirman que el nombre se deriva de kucha-an-nai ("arroyo de un pabellón de caza").
- 1892: El cultivo comienza por los colonizadores de Tokushima, que se habían instalado en las cercanías de Yoichi .
- 1893: Se establece la aldea de Kutchan, bajo la jurisdicción de la oficina de la villa de Abuta (actual Tōyako).
- 1896: Abre la oficina del pueblo de Kutchan.
- 1906: Pasa a ser administrado como un municipio de segundo nivel.
- 1916: Se convierte en municipio independiente.

## Geografía
Situado a 91 km al oeste de Sapporo, Kutchan se encuentra en un valle rodeado de montañas, entre ellas el Monte Yotei.

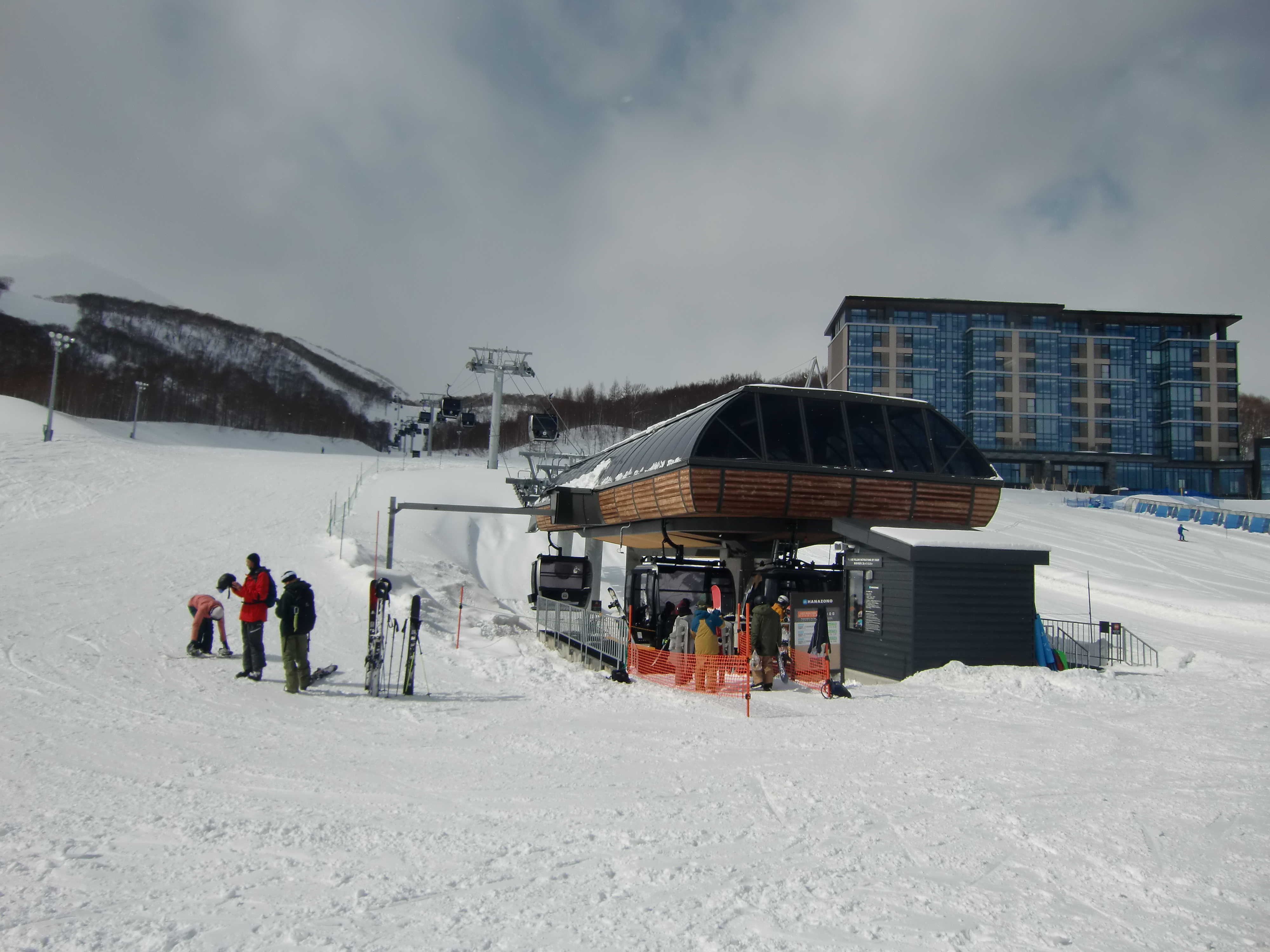
Symphony Gondola y Hotel Park Hyatt Niseko Hanasono en 2022

## Clima
Kutchan tiene la distinción de ser una de las ciudades con más nieve del mundo, con medias anuales superiores a los 10 metros. Enero es el mes más frío, con una temperatura media de -5,7 °C.
La localidad tiene 4 estaciones muy distintas, con períodos de primavera y otoño razonablemente cortos. El verano es templado, con temperaturas que raramente superan los 30 °C, y la humedad que afecta a gran parte de Asia en esta época solo se siente por un período corto, por lo general en agosto.
| Parámetros climáticos promedio de Kutchan | Parámetros climáticos promedio de Kutchan | Parámetros climáticos promedio de Kutchan | Parámetros climáticos promedio de Kutchan | Parámetros climáticos promedio de Kutchan | Parámetros climáticos promedio de Kutchan | Parámetros climáticos promedio de Kutchan | Parámetros climáticos promedio de Kutchan | Parámetros climáticos promedio de Kutchan | Parámetros climáticos promedio de Kutchan | Parámetros climáticos promedio de Kutchan | Parámetros climáticos promedio de Kutchan | Parámetros climáticos promedio de Kutchan | Parámetros climáticos promedio de Kutchan |
| Mes                                       | Ene.                                      | Feb.                                      | Mar.                                      | Abr.                                      | May.                                      | Jun.                                      | Jul.                                      | Ago.                                      | Sep.                                      | Oct.                                      | Nov.                                      | Dic.                                      | Anual                                     |
| ----------------------------------------- | ----------------------------------------- | ----------------------------------------- | ----------------------------------------- | ----------------------------------------- | ----------------------------------------- | ----------------------------------------- | ----------------------------------------- | ----------------------------------------- | ----------------------------------------- | ----------------------------------------- | ----------------------------------------- | ----------------------------------------- | ----------------------------------------- |
| Temp. máx. abs. (°C)                      | 8.7                                       | 10.4                                      | 13.3                                      | 23.8                                      | 28.9                                      | 32.5                                      | 34.1                                      | 34.4                                      | 31.8                                      | 23.7                                      | 20.0                                      | 12.5                                      | 34.4                                      |
| Temp. máx. media (°C)                     | −2.2                                      | −1.3                                      | 2.6                                       | 9.6                                       | 16.3                                      | 20.6                                      | 23.9                                      | 25.4                                      | 21.3                                      | 14.7                                      | 6.7                                       | 0.2                                       | 11.5                                      |
| Temp. media (°C)                          | −5.7                                      | −5.2                                      | -1.4                                      | 4.8                                       | 10.7                                      | 15.3                                      | 19.2                                      | 20.7                                      | 15.9                                      | 9.4                                       | 2.8                                       | −3.1                                      | 7                                         |
| Temp. mín. media (°C)                     | −10.1                                     | −10.0                                     | −6.1                                      | 0.0                                       | 5.4                                       | 10.8                                      | 15.6                                      | 16.8                                      | 10.8                                      | 4.0                                       | −1.2                                      | −6.8                                      | 2.4                                       |
| Temp. mín. abs. (°C)                      | −35.7                                     | −28.7                                     | −28.8                                     | −18.6                                     | −4.8                                      | 0.1                                       | 4.6                                       | 4.8                                       | −1.3                                      | −8.9                                      | −22.0                                     | −27.0                                     | −35.7                                     |
| Precipitación total (mm)                  | 188.9                                     | 133.1                                     | 93.1                                      | 67.5                                      | 75.0                                      | 51.8                                      | 96.0                                      | 141.6                                     | 133.6                                     | 133.2                                     | 176.6                                     | 188.8                                     | 1477.1                                    |
| Nevadas (cm)                              | 291                                       | 226                                       | 148                                       | 34                                        | 0                                         | 0                                         | 0                                         | 0                                         | 0                                         | 4                                         | 105                                       | 252                                       | 1062                                      |
| Horas de sol                              | 49.4                                      | 65.5                                      | 122.6                                     | 171.2                                     | 188.1                                     | 178.9                                     | 146.9                                     | 151.8                                     | 151.6                                     | 131.6                                     | 66.0                                      | 41.9                                      | 1465.3                                    |
| Humedad relativa (%)                      | 82                                        | 81                                        | 75                                        | 72                                        | 73                                        | 78                                        | 82                                        | 82                                        | 81                                        | 78                                        | 78                                        | 81                                        | 79                                        |
| Fuente n.º 1: Japan Meteorological Agency |                                           |                                           |                                           |                                           |                                           |                                           |                                           |                                           |                                           |                                           |                                           |                                           |                                           |
| Fuente n.º 2: Japan Meteorological Agency |                                           |                                           |                                           |                                           |                                           |                                           |                                           |                                           |                                           |                                           |                                           |                                           |                                           |